# Die letzten Briefe
Die letzten Briefe (Originaltitel: Последние письма, Poslednije pisma) ist ein sowjetischer Dokumentarfilm des Mosfilm-Studios von Harry Stoitschew und Sawwa Kulisch aus dem Jahr 1966.

## Handlung
Ende Januar 1943 flog das letzte deutsche Flugzeug von Stalingrad ab. Auf Hitlers Befehl landete es in Nowotscherkassk, wo sieben Postsäcke mit Briefen deutscher Wehrmachtsangehöriger aus dem Kessel von Stalingrad beschlagnahmt wurden. Es waren die letzten Briefe deutscher Soldaten und Offiziere der eingeschlossenen 6. Armee. Sie wurden geöffnet und die Namen der Empfänger vernichtet. Dann wurden sie dem Inhalt und der allgemeinen Stimmung nach klassifiziert und anschließend der Wehrmacht übergeben, wo ein Dokumentarbericht über die Stalingrader Schlacht geschrieben werden sollte. Das Oberkommando der Wehrmacht hatte gehofft, durch diese Briefe und Armeedokumente seine Niederlage rechtfertigen zu können. Die Briefe sagten jedoch eindeutig etwas anderes aus: Die Dienststelle für militärische Information stellte statistisch ein Sinken der Kampfmoral in der Wehrmacht fest. Es ergab sich folgendes Bild:
a) Zweifel an der Staatsführung in Deutschland: 4,5 %, b) Negative Einstellung zur Staatsführung: 57 %, c) Feindlich gesinnte Einstellung zur Staatsführung: 3,4 %, d) Gleichgültige Einstellung zur Staatsführung: 32 %, e) Treugebliebene Einstellung zur Staatsführung: 2,1 %. Auf Befehl Joseph Goebbels wurden die Briefe vernichtet, jedoch wurden die Kopien nach dem Krieg gefunden und für künftige Generationen aufbewahrt.
Einige wenige davon wurden für den Film ausgewählt und vorgelesen. Untermalt wurden diese Briefe mit Aufnahmen deutscher Kameraleute im Kessel sowie Aufnahmen aus der Heimat, in denen Paraden der Wehrmacht und der Hitlerjugend zu sehen waren. Dazu gab es Aufnahmen von sportlichen Wettkämpfen Kriegsamputierter, Schreibmaschine schreibender junger Frauen und weiterer Bilder aus der „heilen“ Heimat. Auch Bilder aus einem Konzentrationslager wurden, wenn auch nur kurz, gezeigt.

## Produktion und Veröffentlichung
Die letzten Briefe wurde das erste Mal im Juni 1966 während des Krakowski Festiwal Filmowy in Polen aufgeführt und kam 1968 regulär in die Kinos.

## Kritik
Horst Schiefelbein bemerkt im Neuen Deutschland:

„Dieser Film ist eine außerordentlich wirksam bewältigte Montage von Originalaufnahmen faschistischer Kameraleute über die Inhalte der letzten Postsendungen deutscher Soldaten aus dem eingeschlossenen Stalingrad. Das Material diente den Dokumentaristen Sawa Kulitsch und Schiari Stoitschew zu einer bewegenden Darstellung der militärischen, vor allem aber der moralischen: Niederlage des Faschismus.“

Helga Radmann schrieb in der Neuen Zeit über diesen Film:

„Die beiden Romm-Schüler Kulitsch und Stoitschew verstanden es, an Hand von Briefen in Stalingrad eingeschlossener Hitler-Soldaten, mit eindrucksvollen Bildmontagen und sparsamer Kommentierung einen Eindruck vom moralischen Zusammenbruch des Faschismus zu vermitteln, auf die Ursachen, die zum gedankenlosen Mitmarschieren bis zum bitteren Ende führten, hinzuweisen …“

## Auszeichnungen
- 1966: III. Kurzfilmfestival Krakau: Grand Prix (Goldener Drache)
- 1966: IX. Internationale Leipziger Dokumentar- und Kurzfilmwoche: Silberne Taube